# Calcjarlita
La calcjarlita és un mineral de la classe dels halurs. Rep el seu nom de la seva relació amb la jarlita i la seva composició química, en ser el seu anàleg amb calci.

## Característiques
La calcjarlita és un halur de fórmula química Na(Ca,Sr)₃Al₃(OH)₂F14. Cristal·litza en el sistema monoclínic. Es troba en forma de cristalls tabulars allargats, en agregats radials de fins a 2 mil·límetres.
Segons la classificació de Nickel-Strunz, la calcjarlita pertany a «03.CC - Halurs complexos. Soroaluminofluorurs» juntament amb els següents minerals: gearksutita, acuminita, tikhonenkovita, artroeïta, jarlita i jørgensenita.

## Formació i jaciments
Es troba en filons de fluorita, en esquists de quars-mica. Sol trobar-se associada a altres minerals com: fluorita, torita, usovita, chamosita, phil·lipsita, erionita, mica o hal·loysita. Va ser descoberta l'any 1973 al filó de fluorita del riu Parvaya Noiba, a Enisei Range (Krai de Krasnoiarsk, Rússia). També ha estat descrita a les pegmatites de la mina Cryolita, a St Peters Dome (Colorado, Estats Units).